# Pawel Sergejewitsch Worobjow
Pawel Sergejewitsch Worobjow (russisch Павел Сергеевич Воробьёв; * 5. Mai 1982 in Qaraghandy, Kasachische SSR) ist ein russischer Eishockeyspieler, der seit Juli 2018 bei CS Progym Gheorgheni unter Vertrag steht.

## Karriere
Pawel Worobjow begann seine Karriere 1997 bei Molot-Prikamje Perm, ehe er zu Lokomotive Jaroslawl wechselte, wo er für sechs Spielzeiten blieb. Beim NHL Entry Draft 2000 wählten die Chicago Blackhawks ihn in der ersten Runde an der elften Stelle aus. 2003 bis 2006 spielte Worobjow bei den Chicago Blackhawks in der National Hockey League. Seine nächsten Stationen waren Chimik Moskowskaja Oblast und HK Spartak Moskau, Sewerstal Tscherepowez und HK MWD Balaschicha. Mit Letzterem erreichte er 2010 das Finale um den Gagarin Cup, indem der HK MWD dem Ak Bars Kasan unterlag.
Im Juni 2010 unterzeichnete er einen Vertrag beim neuen KHL-Mitglied HK Budiwelnik Kiew, der den Spielbetrieb jedoch nicht aufnahm. Daher suchte sich Worobjow einen neuen Verein, den er im Aufsteiger HK Jugra Chanty-Mansijsk fand. Nach zwei Jahren für Jugra in der KHL verließ Worobjow den Verein im Mai 2012 und wechselte zusammen mit Jewgeni Blochin zu Neftechimik Nischnekamsk. Für Neftechimik absolvierte er 13 KHL-Partien, ehe er im Januar 2013 zu Awtomobilist Jekaterinburg wechselte. Zu Beginn der Saison 2013/14 stand er beim HK Rjasan unter Vertrag, ehe er im November einen Vertrag vom HK Witjas Podolsk erhielt.

## Erfolge und Auszeichnungen
- 2000 Silbermedaille bei der U18-Junioren-Weltmeisterschaft
- 2000 Bester Vorlagengeber der U18-Junioren-Weltmeisterschaft (gemeinsam mit Pelle Andersson und Sven Helfenstein)
- 2002 Russischer Meister mit Lokomotive Jaroslawl
- 2003 Russischer Meister mit Lokomotive Jaroslawl
- 2010 Russischer Vizemeister mit HK MWD Balaschicha

## Statistik
(Stand: Ende der Saison 2016/17)